# Diane Juster
Diane Juster geb. Rivet (* 15. März 1946 in Montreal) ist eine kanadische Singer-Songwriterin und Pianistin.

## Leben
Juster war Klavierschülerin von Marie-Thérèse Paquin. Ermutigt von Stéphane Venne wandte sie sich Anfang der 1970er Jahre dem Songwriting zu. Julie Arel machte ihren Namen mit der Interpretation ihrer Songs Soleil, soleil und Quand tu partiras bekannt. 1974 veröffentlichte sie ihre erste Single mit den Songs Ce Matin und Vive les roses, mit der sie den Spezialpreis in der Kategorie Songwriter bei der Olympiad of Quebec Song gewann. Im gleichen Jahr erschien ihr erstes Album Mélancolie. 
1975 repräsentierte Juster Kanada beim  Festival International de la Chanson Française in Spa und trat bei der Boîte à Chansons Le Patriote in Montreal auf. Sie wirkte dann an verschiedenen Fernsehprogrammen der CBC mit; ein Recital im Camp Fortune, Ottawa, wurde 1977 in Les Beaux Dimanches gesendet. Danach zog sie sich weitgehend von der Bühne zurück.
Sie arbeitete in der Folgezeit mit Textdichtern wie Eddy Marnay und Luc Plamondon zusammen und komponierte Songs für Interpreten wie Robert Charlebois, Céline Dion, Johanne Blouin und Ginette Reno. Reno gewann mit Je ne suis qu'une chanson 1980 einen Félix Award für den Song des Jahres. Außerdem komponierte sie Filmmusik zu Jean-Claude Lords Éclair au chocolat (1979), Danièle J. Suissas The Morning Man (Bevor die Falle zuschnappt, 1986) und Musik für das Ballett Monsieur Amilcar der Tanzkompagnie Eddy Toussaints.
Mit Plamondon gründete Juster die Société professionnelle des auteurs et des compositeurs du Québec (SPACQ). Aus dieser ging die Society for Reproduction Rights of Authors, Composers and Publishers in Canada (SODRAC) hervor, die Mitglied der Society of Composers, Authors and Music Publishers of Canada (SOCAN) ist. 2005 gründete sie die SPACQ Foundation zur Förderung von Songwritern, Komponisten und Interpreten aus Québec und ganz Kanada. Nach einer Pause von fast 20 Jahren trat Juster zum 90. Geburtstag des Schauspielers und Sänger Dominique Michel mit dem Song Ce matin live auf einer Bühne auf. 2017 wurde sie als Member des Order of Canada geehrt, 2003 als Officière des Ordre national du Québec. Die Governor General's Performing Arts Awards Foundation verlieh ist 2024 den Lifetime Artistic Achievement Award.